# Osvaldo Podhajcer
Osvaldo Luis Podhajcer (Buenos Aires, Argentina, 24 de noviembre de 1954) es un biólogo molecular argentino especializado en terapias génicas para el tratamiento del cáncer. Se desempeña como investigador del CONICET en el Instituto Leloir.

## Biografía
Podhajcer nació en Buenos Aires en noviembre de 1954. Luego se trasladó a Israel donde obtuvo su título de Bachelor of Sciences y Master of Sciences en la Universidad Ben Gurión. Al regresar a Argentina comenzó su Doctorado en Ciencias Biológicas en la Universidad de Buenos Aires, obteniendo su título en 1987.
En 1989 hizo un posdoctorado de tres años en Estrasburgo, Francia, con una beca de la International Union Against Cancer. Al regresar al país en 1992, ingresó a la carrera de Investigador del CONICET, de la que es actualmente Investigador Principal. Fue pionero en trabajos de terapia génica en América Latina.
Entre 1996 hasta y 2008 fue profesor de Biología Celular en la Universidad de Buenos Aires. Dirige el Laboratorio de Terapia Molecular y Celular del Instituto Leloir desde 1997. Desde ese formó nuevos recursos humanos y fue coautor de más de 80 trabajos en revistas científicas, incluyendo muchas de alto impacto como Nature, Nature Medicine, Cancer Cell, Nature Reviews in Immunology y otros.
Es director de la red Consorcio Argentino de Tecnología Genómica que presta servicios de secuenciación a otros grupos de investigadores del país y del mundo. También es coordinador por Argentina de la iniciativa United States-Latin America Cancer Research Network (enlace roto disponible en Internet Archive; véase el historial, la primera versión y la última)., coliderada por el Mincyt y el Instituto Nacional del Cáncer de Estados Unidos.
Es coinventor de diversas patentes internacionales otorgadas y en trámite.

## Líneas de investigación
Podhajcer y su grupo trabaja en la identificación de genes o vías celulares asociados a diferentes tipos de cáncer para que puedan ser usados posteriormente como marcadores de respuesta a terapia o nuevos blancos terapéuticos. Para realizar la identificación utilizan tecnologías genómicas y proteómicas sobre muestras de pacientes (como el caso del proyecto US-LACRN) o en líneas celulares.
Otra de sus líneas de trabajo consiste en el desarrollo de virus oncolíticos que puedan ser utilizados para combatir el cáncer. En febrero de 2016 anunciaron que el virus UIO-512 que desarrollaron había tenido resultados prometedores en pruebas en animales por lo cual había sido licenciado para que comiencen los ensayos clínicos.

## Publicaciones
Selección de las publicaciones más citadas de Osvaldo Podhajcerː
- Basset, P., Bellocq, J. P., Wolf, C., Stoll, I., Hutin, P., Limacher, J. M., ... & Chambon, P. (1990). A novel metalloproteinase gene specifically expressed in stromal cells of breast carcinomas. Nature, 348(6303), 699.
- Rubinstein, N., Alvarez, M., Zwirner, N. W., Toscano, M. A., Ilarregui, J. M., Bravo, A., ... & Rabinovich, G. A. (2004). Targeted inhibition of galectin-1 gene expression in tumor cells results in heightened T cell-mediated rejection: a potential mechanism of tumor-immune privilege. Cancer cell, 5(3), 241-251.
- Ledda, M. F., Adris, S., Bravo, A. I., Kairiyama, C., Bover, L., Chernajovsky, Y., ... & Podhajcer, O. L. (1997). Suppression of SPARC expression by antisense RNA abrogates the tumorigenicity of human melanoma cells. Nature medicine, 3(2), 171-176.
- Podhajcer, O. L., Benedetti, L. G., Girotti, M. R., Prada, F., Salvatierra, E., & Llera, A. S. (2008). The role of the matricellular protein SPARC in the dynamic interaction between the tumor and the host. Cancer and Metastasis Reviews, 27(4), 691.
- Ledda, F., Bravo, A. I., Adris, S., Bover, L., Mordoh, J., & Podhajcer, O. L. (1997). The expression of the secreted protein acidic and rich in cysteine (SPARC) is associated with the neoplastic progression of human melanoma. Journal of Investigative Dermatology, 108(2), 210-214.

## Distinciones y premios
- Laurel de Plata del Rotary Club
- Becario de la John Simon Guggenheim Memorial Foundation
- Médico del año en investigación por el Ministerio de Salud de la Nación
- Diploma al mérito - Premio Konex 2003 en Ciencias Biomédicas Básicas